# Давид, Карлос
Карлос Давид Морено Эрнандес (исп. Carlos David Moreno Hernández; 14 июня 1986 года, Мерида (Испания)) — испанский футболист, играющий на позиции защитника. С середины 2018 года выступает за бельгийский клуб «Юнион».

## Карьера
Карлос Давид начинал заниматься футболом у себя в родном городе, а в 2004 году присоединился к «Валенсии», выступая за её резервную команду. Летом 2009 года он перешёл в бельгийский «Мускрон». 1 августа того же года Давид дебютировал в Лиге Жюпиле, выйдя в основном составе в гостевом матче с «Генком». Спустя четыре месяца он забил свой первый гол на высшем уровне, открыв счёт в гостевом матче с «Руселаре». В конце 2009 года «Мускрон» объявил о своём снятии с чемпионата из-за финансовых проблем. Все результаты клуба в том сезоне были аннулированы, а Карлос Давид вернулся на родину, став игроком «Сельты», где выступал за её резервную команду в Сегунде B. Затем он представлял другие клубы испанской Сегунды B: «Теруэль», «Мелилья», «Картахена» и «Уэска». В составе последней Давид по итогам сезона 2014/15 вышел в Сегунду.